# Мандана Мидийская
Мандана Мидийская была шахбану Мидии, а позже — королевой-супругой Камбиса I из Аншана и матерью Кира II Великого, правителя персидской империи Ахеменидов.

## Имя
Имя Мандана представляет собой латинизированную форму, полученную от греческого Μανδάνη, Mandánē, что само по себе происходит от древнеиранского имени *Mandanā-, что означает восхитительный и весёлый.

## Мандана в истории Геродота
Согласно Геродоту, Мандана была дочерью Астиага, царя Мидии. Вскоре после её рождения Геродот сообщает, что Астиагу приснился странный сон, в котором его дочь так много мочилась, что Азия была затоплена. Он посоветовался с магами, которые истолковали сон как предупреждение о том, что сын Манданы свергнет его правление. Чтобы предотвратить этот исход, Астиаг обручил Мандану с вассальным принцем Камбисом I Аншанским, «человеком из хорошей семьи и спокойных привычек», которого Астиаг не считал угрозой мидийскому престолу. Астиагу приснился второй сон, когда Мандана забеременела, и виноградная лоза выросла из её чрева и покорила мир. В ужасе он послал своего самого верного вассала, Гарпага, убить ребёнка. Однако Гарпаг не хотел проливать королевскую кровь и спрятал ребёнка, Кира II, у пастуха по имени Митрадат. Спустя годы Кир II бросил вызов своему деду Астиагу, что привело к войне между ними; война, которую Кир II проиграл бы, если бы не отступничество Гарпага в битве при Пасаргадах, что привело к свержению Астиага, как и предсказывал сон.

## Смерть
Есть упоминания о смерти Манданы в 559 году до н. э.; однако, поскольку этот год считается датой смерти её мужа (Камбиса I), неизвестно, является ли это фактической датой её смерти или когда она изменила статус с королевы-консорта на королеву-мать.